# 帕萨龙德拉贝拉
帕萨龙德拉贝拉（西班牙語：Pasarón de la Vera）是西班牙埃斯特雷马杜拉卡塞雷斯省的一个市镇。总面积39平方公里，总人口709人（2001年），人口密度18人/平方公里。